# Lucky Loser – Ein Sommer in der Bredouille
Lucky Loser – Ein Sommer in der Bredouille (Arbeitstitel: Heldenurlaub) ist eine deutsche Filmkomödie von Nico Sommer aus dem Jahr 2017. In den Hauptrollen spielen Annette Frier, Peter Trabner, Emma Bading und Kai Wiesinger.

## Handlung
Mike und Claudia haben vor neun Jahren eine „Beziehungspause“ eingelegt, die bis in die Gegenwart andauert. Er verbringt regelmäßig Zeit mit der gemeinsamen 15-jährigen Tochter Hannah. Diese findet ihn viel cooler als Thomas, den neuen Freund der Mutter. Als Mike seine Wohnung wegen Mietrückständen räumen muss, leiht er sich von seinem Chef Achim einen alten Wohnwagen und fährt mit Hannah auf den Campingplatz, den sie zusammen mit Claudia schon früher oft besucht hatten. Die Tochter lotst ihren 30-jährigen Freund dorthin; sie möchte an ihrem 16. Geburtstag das erste Mal Sex.
Claudia und Thomas erscheinen nacheinander ebenfalls auf dem Campingplatz und trennen sich später. Mike kommt Claudia wieder näher und sie treffen sich zu einem „zweiten ersten Date“. Sie wird befördert, er zieht auf den Platz und wird dort der neue Platzwart.

## Produktion
Produktionsfirma war die Neue Schönhauser Filmproduktion. Der Film wurde am 24. Juni 2017 auf dem Filmfest München uraufgeführt und kam am 10. August 2017 in die deutschen Kinos.

## Kritiken
Antje Wessels zieht in ihrer Kritik auf Filmstarts das Fazit, dass der Film „eine liebenswürdig erzählte und authentisch gespielte Patchwork-Komödie“ ist, „die vor allem von [der] charismatischen Performance von Peter Trabner lebt.“